# Coridorul Munții Bihorului - Codru Moma
Coridorul Munții Bihorului - Codru Moma este o arie protejată (sit de importanță comunitară — SCI) din România, desemnată în scopul protejării biodiversității și menținerii într-o stare de conservare favorabilă a florei spontane și faunei sălbatice, precum și a habitatelor naturale de interes comunitar aflate în arealul zonei de protecție. Aceasta se întinde pe o suprafață de 7.596,4 ha, integral pe uscat.

## Localizare
Situl Coridorul Munții Bihorului - Codru Moma se întinde pe teritoriile administrative ale județelor Arad (Dezna, Dieci, Gurahonț, Moneasa, Vârfurile) și Bihor (Cărpinet, Criștioru de Jos, Lunca, Vașcău). Centrul acestuia este situat la coordonatele 46°22′38″N 22°29′49″E / 46.377258°N 22.4969°E.

## Înființare
Situl Coridorul Munții Bihorului - Codru Moma (ROSCI0291) a fost declarat sit de importanță comunitară în septembrie 2011 pentru a proteja 5 specii de animale.

## Biodiversitate
Situată în ecoregiunile alpină și continentală, aria protejată nu include niciun habitat protejat.
La baza desemnării sitului se află mai multe specii protejate:
- amfibieni (1): izvoraș-cu-burta-galbenă (Bombina variegata)
- mamifere (4): lupul (Canis lupus), vidră de râu (Lutra lutra), râs eurasiatic (Lynx lynx), urs brun (Ursus arctos)